# 钝肢华南溪蟹
钝肢华南溪蟹（学名：Huananpotamon obtusum）为溪蟹科华南溪蟹属的动物。在中国大陆，分布于福建等地，常生活于海拔500 米左右的山涧阴湿处，多集中在崖石下的山泉滴水旁的泥石洞及石缝中。